# Bataille de la Slaak
Guerre de Quatre-Vingts Ans
Batailles
- Chronologie de la guerre de Quatre-Vingts Ans
- Valenciennes
- Austruweel
- Rheindalen
- Heiligerlee
- Jemmingen
- Jodoigne
- Brielle
- 1er Flessingue
- Malines
- Goes
- Mons
- Haarlem
- 2e Flessingue
- Borsele
- Zuiderzee
- Alkmaar
- Leyde
- Reimerswaal
- Mook
- Lillo
- Zierikzee
- 1er Anvers
- 1er Bréda
- Gembloux
- Rijmenam
- 1er Deventer
- Maastricht
- 2e Bréda
- Açores
- 2e Anvers
- 3e Anvers
- Boksum
- Zutphen
- 1er Berg-op-Zoom
- Gravelines
- 3e Bréda
- 2e Deventer
- Groningue
- Huy
- 1er Groenlo1
- 2e Groenlo
- Turnhout
- Nieuport
- Ostende
- L'Écluse
- 3e Groenlo
- Saint-Vincent
- Gibraltar
- Saint-Vincent (1621)
- 2e Berg-op-Zoom
- 4e Bréda
- 4e Groenlo
- Matanzas
- Bois-le-Duc
- Abrolhos
- Slaak
- Maastricht
- 5e Bréda
- Cabañas
- Calloo
- Les Downs
- Saint-Vincent (1641)
- Hulst
- Cavite

La bataille de la Slaak est une bataille navale entre l'armée espagnole et l'armée néerlandaise, livrée les 12 et 13 septembre 1631 pendant la guerre de Quatre-Vingts Ans. Ce fut une victoire des Provinces-Unies sur l'Espagne grâce à laquelle les Néerlandais empêchèrent l'armée espagnole de diviser les Provinces-Unies en deux.

## Prélude
En réaction à une tentative terrestre néerlandaise de capturer Dunkerque plus tôt dans l'année, l'infante Isabelle-Claire-Eugénie d'Autriche, qui gouverne les Pays-Bas méridionaux pour Philippe IV d'Espagne, donne l'ordre à une armée espagnole transportée sur une flotte de barges d'occuper l'île de Goeree-Overflakkee par surprise. Elle souhaite en particulier maîtriser les grandes forteresses situées de l'autre côté du détroit de Volkerak. La forteresse du côté continental a une valeur particulière au niveau de la propagande, car c'est une ville nouvellement fondée nommée Willemstad en hommage à Guillaume le Taciturne. Plus important encore, l'occupation espagnole permettrait d'effectuer un blocus d'Hellevoetsluis, principal port néerlandais situé au nord d'Overflakkee sur l'île de Voorne-Putten et d'isoler la province de Zélande du reste des Provinces-Unies. 

## La bataille

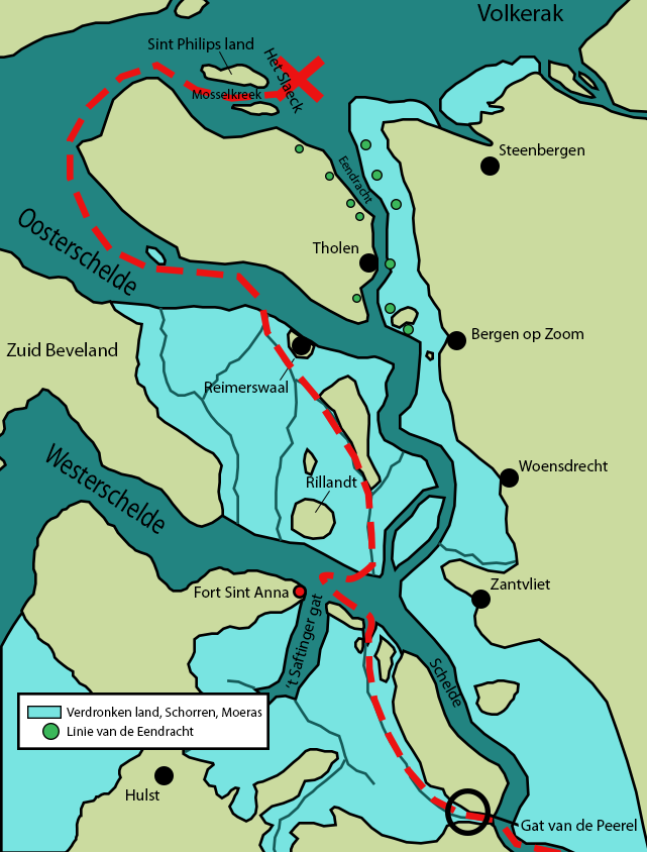
Trajet de la flotte espagnole jusqu'au lieu de la bataille.

Une flotte espagnole constituée de quatre-vingt-dix navires, en majorité de petits transports de troupes, et de 6 000 hommes sous la direction de Don Francisco de Moncada, marquis d'Aytona, mais en fait commandée par le comte Jean VIII de Nassau-Siegen, un cousin catholique de la Maison d'Orange-Nassau, part d'Anvers.
Toutefois, le projet ne peut être maintenu secret et une flotte néerlandaise de cinquante navires, commandée par le vice-amiral Marinus Hollaer (nl) et également composée en grande partie de petits bâtiments fluviaux mais comprenant quelques navires de guerre, intercepte les Espagnols sur l'Escaut oriental. Voyant leur itinéraire prévu bloqué, les Espagnols essaient alors de s'emparer de l'île plus méridionale de Tholen, mais cette tentative est contrecarrée par un régiment de deux mille mercenaires anglais et écossais, sous le commandement du colonel Thomas Morgan (en), venus de la forteresse continentale de Steenbergen en profitant de la marée basse pour gagner l'île, et qui sont arrivés juste à temps pour empêcher un débarquement. Jean de Nassau-Siegen, dans son désespoir, prend alors l'audacieuse décision d'essayer de passer furtivement près de la flotte néerlandaise pendant la nuit et ainsi de réaliser le but originel de l'expédition. 
Le mouvement espagnol est toutefois repéré en dépit du brouillard et les Néerlandais permettent à la flotte ennemie de passer avant de les attaquer soudainement par l'arrière dans le canal de la Slaak de Volkerak. Les Espagnols sont mis en déroute, des centaines d'hommes se noient alors qu'ils tentent de quitter les navires et ceux qui réussissent à gagner la côte sont capturés par les troupes néerlandaises et anglaises qui les attendent, la plupart d'entre elles stationnées dans l'un des forts de la ligne de l'Eendracht, le fort de Nassau. Plus de 4 000 hommes, ainsi que la majorité de la flotte espagnole, sont ainsi capturés. Jean de Nassau-Siegen et deux navires qui l'accompagnent réussissent à s'échapper et à regagner Anvers et une quinzaine de navires espagnols parviennent à s'enfuir.

## Conséquences
L'Amirauté d'Amsterdam suggère de jeter tous les prisonniers à la mer, méthode alors officiellement prescrite par les Néerlandais pour se débarrasser des combattants ennemis capturés en mer, afin de décourager d'autres tentatives, mais le stathouder Frédéric-Henri d'Orange-Nassau l'interdit. Cette défaite espagnole fait partie d'une série de revers pour les Habsbourg dans le cadre plus général de la guerre de Trente Ans. Elle influence une décision prise en 1632 pour entamer des négociations en vue de signer un traité de paix avec les Provinces-Unies mais ces pourparlers finissent par échouer.